# SMS Kaiser Karl VI.
SMS Kaiser Karl VI., oklopna krstarica Austro-ugarske ratne mornarice. Sudjelovao je u Prvome svjetskom ratu te u pobuni mornara u Boki kotorskoj 1918. godine. Nakon ratnih reparacija dodijeljen je Velikoj Britaniji i naposljetku izrezan.